# Jan Witoszka
Jan Witoszka (ur. 3 czerwca 1908 w Rudce Zwierzynieckiej, zm. 1975) – polski adwokat, działacz ruchu ludowego.

## Życiorys
Po zdaniu egzaminu dojrzałości w Gimnazjum Męskim im. Jana Zamoyskiego w Zamościu odbył służbę wojskową. Po ukończeniu studiów prawniczych na Uniwersytecie Lwowskim rozpoczął aplikację sądową w Sądzie Okręgowym w Zamościu. W latach 1932–1933 przez okres kilku miesięcy działał w Strzelcu i Legionie Młodych, na terenie powiatu zamojskiego. Egzamin sędziowski złożył w 1937, a w lipcu 1938 otrzymał nominację na asesora sądowego, pełnił obowiązki sędziego grodzkiego. W czasie okupacji należał do SL i Batalionów Chłopskich był zastępcą delegata powiatowego w Zamościu. Za odwagę w ostatnich dniach czerwca 1944 awansowany do stopnia majora. Aresztowany i torturowany za działalność konspiracyjną, za którą także prześladowano jego rodzinę. Po zakończeniu wojny był wicestarostą w Zamościu z ramienia SL. Od 1946 prowadził własną kancelarię adwokacką. Odznaczony w 1947 Krzyżem Kawalerskim Orderu Odrodzenia Polski. W latach 1947–1952 sprawował mandat posła z listy PSL "Nowe Wyzwolenie". Był sekretarzem Sejmu. Zmarł w 1975 roku, pochowany jest na cmentarzu w Zwierzyńcu.